# Campionatul Mondial de Cros din 1978
A 6-a ediție a Campionatului Mondial de Cros s-a desfășurat pe 25 martie 1978 la Glasgow, Marea Britanie. Au participat 360 de sportivi din 27 de țări.

## Rezultate

### Masculin
| Loc | Sportiv               | Timp  |
| --- | --------------------- | ----- |
| 1   | John Treacy           | 39:25 |
| 2   | Aleksandras Antipovas | 39:28 |
| 3   | Karel Lismont         | 39:32 |
| 4   | Tony Simmons          | 39:51 |
| 5   | Guy Arbogast          | 39:52 |
| 6   | Craig Virgin          | 39:54 |
| 7   | Nat Muir              | 40:00 |
| 8   | Franco Fava           | 40:03 |
| 9   | Enn Sellik            | 40:08 |
| 10  | Pierre Levisse        | 40:15 |

| Loc | Țară | Puncte                                |
| --- | --- | ------------------------------------- |
|     | Franța Pierre Levisse Lucien Rault Radhouane Bouster Alex Gonzalez Thierry Watrice Jean-Paul Gomez Jean-Luc Paugam Jean-Luc Lemire Dominique Coux      | 151 10 13 18 32 35 43 (63) (64) (105) |
|     | Statele Unite ale Americii Guy Arbogast Craig Virgin Greg Meyer Jeff Wells Bill Rodgers Mike Roche Marc Hunter Charles Vigil Bobb Thomas               | 156 5 6 20 29 44 52 (72) (73) (99)    |
|     | Anglia Tony Simmons Jon Wild Neil Coupland Mike McLeod Ken Newton Steve Kenyon Graham Tuck Alwyn Dewhirst Bernie Ford                                  | 159 4 15 28 30 40 42 (48) (56) (62)   |
| 4   | Uniunea Sovietică Aleksandras Antipovas Enn Sellik Leonid Moseev Aleksandr Fedotkin Aleksandr Kuznețov Ivan Parlui Serghei Olizarenko Mihail Ulîmov    | 169 2 9 21 25 55 57 (69) (120)        |
| 5   | Belgia · Karel Lismont · Hendrik Schoofs · Eric de Beck · Alex Hagelsteens · Rudi Schoofs · Marc Smet · Geert de Smet · Eddy Rombaux · Willy Polleunis | 173 3 23 26 36 38 47 (49) (87) (NS)   |
| 6   | Irlanda John Treacy Gerry Deegan Danny McDaid Eddie Leddy Donal Walsh Neil Cusack Ray Treacy Tony Brien Desmond McGann                                 | 189 1 14 31 33 50 60 (71) (104) (131) |

### Feminin
| Loc   | Sportivă          | Timp  |
| ----- | ----------------- | ----- |
| 1     | Grete Waitz       | 16:19 |
| 2     | Natalia Mărășescu | 16:49 |
| 3     | Maricica Puică    | 16:59 |
| 4     | Julie Shea        | 17:12 |
| 5     | Cornelia Bürki    | 17:13 |
| 6     | Monika Greschner  | 17:14 |
| 7     | Jan Merrill       | 17:17 |
| 8     | Georgeta Gazibara | 17:18 |
| 9     | Joyce Smith       | 17:23 |
| 10    | Carmen Valero     | 17:26 |
| [...] |                   |       |
| 17    | Antoaneta Iacob   | 17:37 |
| 26    | Fița Lovin        | 17:55 |

| Loc | Țară | Puncte                    |
| --- | --- | ------------------------- |
|     | România · Natalia Mărășescu · Maricica Puică · Georgeta Gazibara · Antoaneta Iacob · Fița Lovin              | 30 2 3 8 17 (26)          |
|     | Statele Unite ale Americii Julie Shea Jan Merrill Kathy Mills Brenda Webb Cindy Bremser Judy Graham          | 37 4 7 11 15 (23) (85)    |
|     | Anglia Joyce Smith Christine Benning Penny Yule Mary Stewart Kath Binns Wendy Smith                          | 55 9 12 16 18 (28) (43)   |
| 4   | RFG Monika Greschner Christa Vahlensieck Brigitte Kraus Renate Kieninger Maria Mödl Ulrike Kullmann          | 85 6 21 25 33 (45) (72)   |
| 5   | Polonia Celina Sokołowska Renata Pyrr Renata Pentlinowska Monika Gaisjier Danuta Zbiewski Gabriela Górzyńska | 122 20 27 29 46 (71) (74) |
| 6   | Irlanda Mary Purcell Veronica Duffy Christine Ward Kate Davis Derbhla Mellerick Siobhan Lonergan             | 152 14 31 48 59 (68) (84) |

### Juniori
| Loc | Sportiv              | Timp  |
| --- | -------------------- | ----- |
| 1   | Mick Morton          | 22:57 |
| 2   | Rob Earl             | 23:10 |
| 3   | Francisco Alario     | 23:11 |
| 4   | Constantino Esparcia | 23:12 |
| 5   | Ronnie Carroll       | 23:14 |
| 6   | Aleksandr Pasaryuk   | 23:15 |
| 7   | Viktor Zinoviev      | 23:20 |
| 8   | Kevin Dillon         | 23:22 |
| 9   | Eddy de Pauw         | 23:23 |
| 10  | Rod Berry            | 23:24 |

| Loc | Țară | Puncte                  |
| --- | --- | ----------------------- |
|     | Anglia Mick Morton Eddie White David Beaver Peter Elletson Simon Catchpole Adrian Stewart                                    | 53 1 13 15 24 (44) (59) |
|     | Canada Rob Earl Kevin Dillon Rob Lonergan Jim Groves Raymond Paulins Tony Hatherly                                           | 53 2 8 14 29 (32) (59)  |
|     | Spania · Francisco Alario · Constantino Esparcia · Argimiro González · Valentin Rodríguez · Francisco Cortés · Carlos Quirce | 54 3 4 16 31 (53) (57)  |
| 4   | Uniunea Sovietică Aleksandr Pasaryuk Viktor Zinoviev Evgheni Okorokov Andrei Kuznețov Nikolai Iavorski                       | 60 6 7 12 35 (43)       |
| 5   | Belgia · Eddy de Pauw · Dirk Mattheus · Peter Daenens · Marc de Blander · Patrick Deliveyne                                  | 72 9 18 22 23 (28)      |
| 6   | Irlanda Ronnie Carroll Brendan Quinn Dave Taylor James Fallon John Griffin Paul Moloney                                      | 84 5 11 26 42 (56) (84) |

## Clasament pe medalii
| Loc   | Țară                       | Aur | Argint | Bronz | Total |
| ----- | -------------------------- | --- | ------ | ----- | ----- |
| 1     | Anglia                     | 2   | 0      | 2     | 4     |
| 2     | România                    | 1   | 1      | 1     | 3     |
| 3     | Franța                     | 1   | 0      | 0     | 1     |
| 3     | Irlanda                    | 1   | 0      | 0     | 1     |
| 3     | Norvegia                   | 1   | 0      | 0     | 1     |
| 6     | Canada                     | 0   | 2      | 0     | 2     |
| 6     | Statele Unite ale Americii | 0   | 2      | 0     | 2     |
| 8     | Uniunea Sovietică          | 0   | 1      | 0     | 1     |
| 9     | Spania                     | 0   | 0      | 2     | 2     |
| 10    | Belgia                     | 0   | 0      | 1     | 1     |
| Total | Total                      | 6   | 6      | 6     | 18    |